# Martín de Revollar
Martín de Revollar (Barcenilla, concejo de Tezanillos, valle de Carriedo, Corregimiento de las cuatro villas, Corona de Castilla, Monarquía Hispánica c. 1610s - Hidalgo del Parral, Reino de Nueva Vizcaya, Virreinato de la Nueva España 18 de noviembre de 1676) fue un capitán de caballos corazas y caballero de la Orden de Calatrava que ejerció como alcalde mayor de San Salvador (desde 1670 a 1673) y gobernador y capitán general del Reino de Nueva Vizcaya (desde el 23 de abril de 1676 hasta su fallecimiento el 18 de noviembre de ese año).

## Biografía
Martín de Revollar y Zorrilla González Mercadillo nació por la década de 1610s en Barcenilla, concejo de Tezanillos, valle de Carriedo en el Corregimiento de las cuatro villas de la Corona de Castilla de la Monarquía Hispánica, siendo hijo de Pedro de Revollar y María de Zorrilla.
El 6 de agosto de 1635 se alistaría en el ejército, y sería enviado al Principado de Cataluña para combatir a las tropas francesas y catalanas durante la Guerra franco-española. Posteriormente, sería colocado en las milicias del capitán general de Extremadura y duque de San Gérman Francisco Tuttavilla, para enfrentar a las tropas portuguesas en la guerra de restauración; y se mantendría ahí hasta el 30 de marzo de 1655, cuando el duque de San Germán le concedió licencia, lo cual aprovecharía para ir al Concejo de Indias a solicitar un cargo en el continente americano; en dichas guerras obtendría sucesivamente los rangos de alférez, teniente y ayudante de la caballería.
El 20 de junio de 1657 se reincorporaría al frente de batalla, en los mismos territorios donde estuvo anteriormente, en donde se desempeñaría, durante 8 años y 13 días, como teniente de la compañía de caballos corazas de Diego Gómez de Sandoval (duque de Lerma de 1660 a 1668) en las Guardias de Castilla. Posteriormente, desde 1665 sería colocado, durante 28 días, como capitán de caballos corazas de la compañía del comisionado general Álvaro de Bracamontes bajo el mando superior del Marqués de Caracena Luis de Benavides Carrillo, hasta el 12 de agosto de 1666 cuando el dicho marqués le concedió permiso para ir a su casa; luego de ello, volvería al campo de batalla como capitán de caballos corazas de la compañía del comisionado general Sancho de Angulo, hasta el año de 1668.
El 16 de marzo de 1668 la reina Mariana de Austria, en su calidad de reina regente, lo designaría como alcalde mayor de San Salvador, por lo que el 26 de junio de ese año se embarcaría hacia el continente americano con su criado José de Almeida; tomando posesión de ese cargo el 19 de diciembre de ese año.
El 13 de diciembre de 1669 recibió noticia sobre la presencia de piratas en el puerto de Trujillo (de la gobernación de Honduras) que habían desembarcado en dichas tierras, por lo que dio aviso a la Real Audiencia de Guatemala. Posteriormente, el 25 de diciembre de ese año el presidente-gobernador y capitán general de Guatemala Sebastián Álvarez Alfonso Rosica de Caldas le nombró como cabo y caudillo de las poblaciones de San Salvador, San Miguel, San Vicente, Choluteca, Minas de Tegucigalpa, León, El Realejo, Granada, Nueva Segovia y Nicoya, para que reclutase y conformase milicias para defender dicho puerto; lo cual realizó, pero al retirarse los piratas se dedicó únicamente a recabar información de lo acontecido en dicha zona.
El 7 de febrero de 1671, el oidor de la real audiencia guatemalteca Jacinto Roldan de la Cueva le avisó de que tuviese preparado las milicias de la alcaldía mayor y de la provincia de Choluteca ante cualquier ataque de piratas. Por otro lado, el 16 de agosto de ese año un terremoto devastó la ciudad de San Salvador, por lo que informó de lo ocurrido a la real audiencia guatemalteca, y llevó a cabo las medidas necesarias.
Ejercería el cargo de alcalde mayor hasta finales del año de 1673, luego de lo cual se mantuvo en la provincia hasta abril de 1674, esperando su juicio de residencia; pero al no llevarse a cabo dicho juicio, retornó a España. Sería hasta el 17 de junio de 1675, que la real audiencia guatemalteca comisionaría al oidor más antiguo Jacinto Roldan de la Cueva para que llevase a cabo su juicio de residencia; sus resultados serían llevados a España ante el Real Consejo de Indias el 29 de enero de 1677, y posteriormente a consideración real el 28 de mayo de ese año, donde se daba cuenta de la condenación de 674 pesos a Revollar y sus funcionarios.
El 19 de febrero de 1675 presentaría una relación de méritos ante el Consejo de Indias; más adelante, en marzo de 1676 se le concedería el título de caballero de la Orden de Calatrava, y posteriormente sería designado por el rey Carlos II como gobernador y capitán general del Reino de Nueva Vizcaya (para lo cual había pagado 30.000 pesos), tomando posesión de ese cargo en abril de 1676.
Como gobernador de Nueva Vizcaya se dedicaría a hacer guerra contra las poblaciones indígenas que todavía estaban fuera del control colonial; pero el 18 de noviembre de 1676 fallecería en la localidad de Parral (cabecera de dicha provincia en ese entonces), dejando un testamento dictado el 12 de noviembre de ese año ante el escríbano real Miguel de Aranda.